# Список кардиналов, возведённых папой римским Пием VII

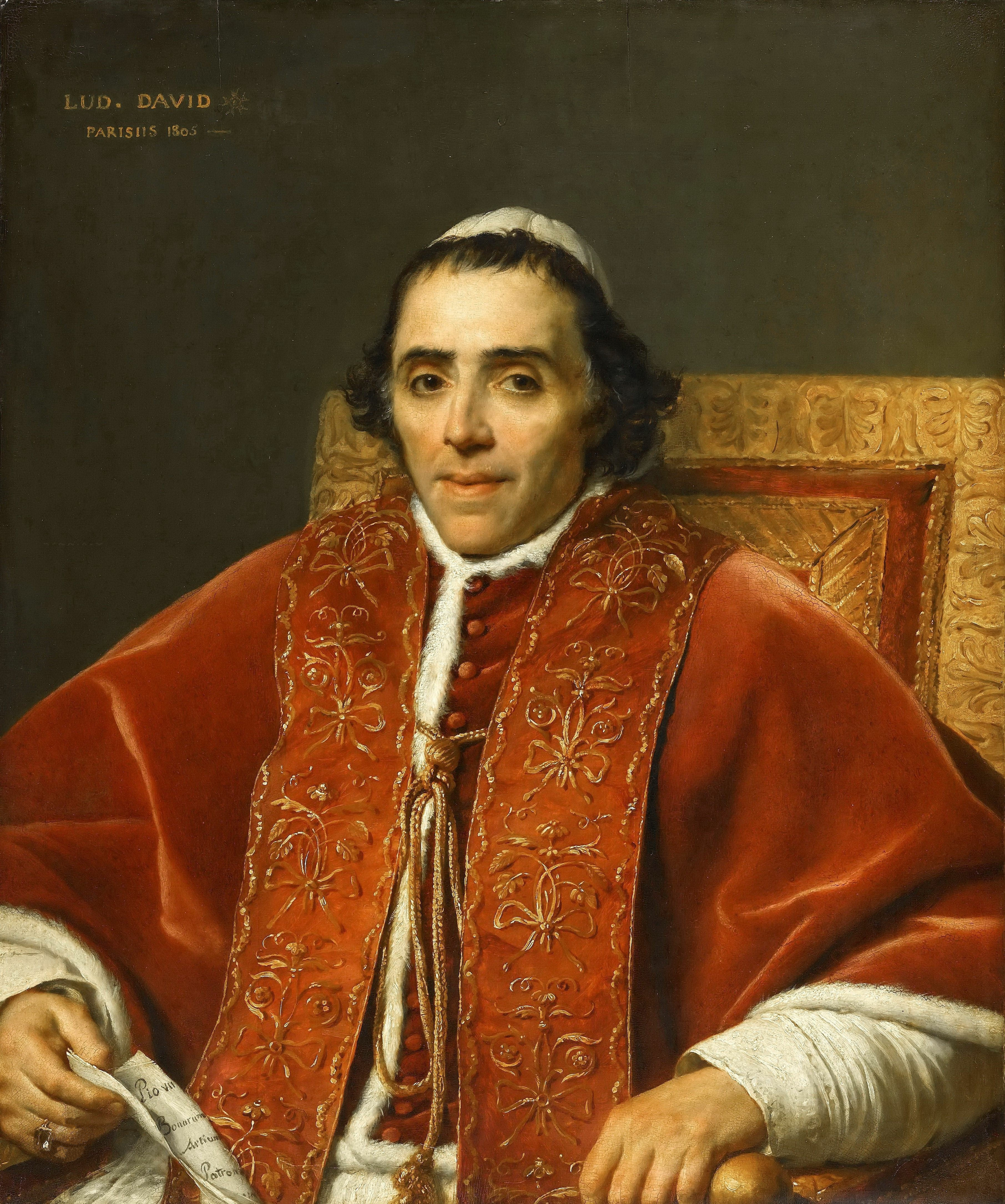
Папа Пий VII

Кардиналы, возведённые Папой римским Пием VII — 99 прелатов и клириков были возведены в сан кардинала на девятнадцати Консисториях за двадцать три с половиной года понтификата Пия VII.
Самой крупной консисторией была Консистория от 8 марта 1816 года, на которой было возведено тридцать один кардинал.

## Консистория от 11 августа 1800 года
- Диего Иннико Караччоло, префект Папского Дома, апостольский протонотарий (Папская область);
- Эрколе Консальви, аудитор Апостольской Палаты, про-государственный секретарь Святого Престола, апостольский протонотарий (Папская область).

## Консистория от 20 октября 1800 года
- Луис Мария де Бурбон-и-Вальябрига, архиепископ Севильи (Испания).

## Консистория от 23 февраля 1801 года
- Джузеппе Фиррао младший, титулярный архиепископ Петры Палестинской, секретарь Священной Конгрегации по делам епископов и монашествующих (Папская область);
- Фердинандо Мария Салуццо, титулярный архиепископ Карфагена (Папская область);
- Луиджи Руффо Шилла, титулярный архиепископ Апамеи Сирийской (Папская область);
- Бартоломео Пакка, титулярный архиепископ Дамиаты, апостольский нунций в Португалии (Папская область);
- Чезаре Бранкадоро, архиепископ-епископ Орвьето (Папская область);
- Джованни Филиппо Галларати Скотти, титулярный архиепископ Сида (Папская область);
- Филиппо Казони, титулярный архиепископ Перге (Папская область);
- Джироламо делла Порта, генеральный аудитор Апостольской Палаты (Папская область);
- Джулио Габриэлли младший, апостольский протонотарий, секретарь Священной Конгрегации Тридентского собора (Папская область);
- Франческо Мантика, декан клириков Апостольской Палаты (Папская область);
- Валентино Мастроцци, клирик Апостольской Палаты (Папская область);
- Джузеппе Альбани, генеральный аудитор дел Курии в Апостольской Палате (Папская область);
- Марино Карафа ди Бельведере, префект Апостольского дворца (Папская область);
- Антонио Феличе Дзондадари, архиепископ Сиены (Великое герцогство Тосканское);
- Лоренцо Литта, генеральный казначей и коллектор Апостольской Палаты (Папская область);
- Микеланджело Луки, O.S.B.Cas., аббат монастыря Монтекассино (Папская область);
- Карло Кривелли, титулярный архиепископ Патры (Папская область);
- Джузеппе Мария Спина, титулярный архиепископ Коринфа (Папская область);
- Микеле Ди Пьетро, титулярный латинский патриарх Иерусалимский (Папская область);
- Карло Франческо Казелли, O.S.M., титулярный архиепископ Сида (Папская область);
- Альфонс-Юбер де Латье де Баян, декан Трибунала Священной Римской Роты (Папская область);
- Франческо Мария Локателли, епископ Сполето (Папская область);
- Джованни Кастильоне, генеральный наставник коммендатарии апостольского архигоспиталя Святого Духа в Сассьи (Папская область);
- Чарльз Эрскин, аудитор Его Святейшества (Папская область).

## Консистория от 9 августа 1802 года
- Доменико Пиньятелли ди Бельмонте, Theat., архиепископ Палермо (королевство Сицилия).

## Консистория от 17 января 1803 года
- Жан-де-Дье-Раймон де Буажелен де Кюсе, архиепископ Тура (Франция);
- Антонин Теодор фон Коллоредо-Вальдзее-Мэлс, архиепископ Оломоуца (королевство Богемия);
- Пьетро Антонио Дзордзи, C.R.S., архиепископ Удине (Итальянская республика);
- Диего Грегорио Каделло, архиепископ Кальяри (Сардинское королевство);
- Жан-Батист де Беллуа-Морангль, архиепископ Парижа (Франция);
- Этьен-Юбер де Камбасерес, архиепископ Руана (Франция);
- Жозеф Феш, архиепископ Лиона (Франция);

## Консистория от 16 мая 1803 года
- Мигел Карлуш Жозе де Норонья, каноник-архидиакон соборного капитула Лиссабона (Португалия);
- Луиджи Гаццоли, аудитор Апостольской Палаты (Папская область).

## Консистория от 11 июля 1803 года
- Антонио Деспуг-и-Дамето, титулярный латинский патриарх Антиохийский (Папская область);
- Пьерфранческо Галеффи, каноник патриаршей Ватиканской базилики, секретарь Священной Конгрегации Преподобного Собора Святого Петра (Папская область).

## Консистория от 26 марта 1804 года
- Карло Оппиццони, архиепископ Болоньи (Папская область).

## Консистория от 24 августа 1807 года
- Франческо Гвидобоно Кавалькини, губернатор Рима и вице-камерленго Святой Римской Церкви (Папская область).

## Консистория от 8 марта 1816 года
- Аннибале делла Дженга, титулярный архиепископ Тира (Папская область);
- Пьетро Гравина, титулярный архиепископ Никеи, апостольский нунций в Испании (Папская область);
- Доменико Спинуччи, архиепископ Беневенто (Неаполитанское королевство);
- Лоренцо Калеппи, титулярный архиепископ Нисибиса, апостольский нунций в Португалии (Папская область);
- Антонио Габриэле Североли, архиепископ-епископ Витербо и Тосканеллы (Папская область);
- Джузеппе Мороццо делла Рокка, титулярный архиепископ Фив, секретарь Священной Конгрегации по делам епископов и монашествующих (Папская область);
- Томмазо Ареццо, титулярный архиепископ Селевкии Исаврийской (Папская область);
- Франческо Саверио Кастильони, епископ Монтальто (Папская область);
- Карло Андреа Пелагалло, епископ Озимо и Чинголи (Папская область);
- Бенедетто Наро, префект Апостольского дворца (Папская область);
- Франсиско Антонио Хавьер де Гардоки Аррикибар, аудитор Трибунала Священной Римской Роты (Папская область);
- Дионисио Бардахи-и-Асара, аудитор Трибунала Священной Римской Роты (Папская область);
- Антонио Ламберто Рускони, аудитор Трибунала Священной Римской Роты (Папская область);
- Эммануэле де Грегорио, секретарь Священной Конгрегации Тридентского собора (Папская область);
- Джованни Баттиста Дзаули, секретарь Священной Конгрегации церковного иммунитета (Папская область);
- Никола Риганти, секретарь Священной Конгрегации Священной Консульты (Папская область);
- Алессандро Мальвазиа, асессор Верховной Священной Конгрегации Римской и Вселенской Инквизиции (Папская область);
- Франческо Луиджи Фонтана, C.R.S.P., генеральный настоятель своего ордена (Папская область);
- Джованни Качча Пьятти, генеральный аудитор дел Апостольской Палаты (Папская область);
- Алессандро Ланте Монтефельтро делла Ровере, генеральный казначей Апостольской Палаты (Папская область);
- Пьетро Видони младший, придворный прелат (Папская область);
- Камилло де Симеоне, епископ Сутри и Непи (Папская область);
- Джованни Баттиста Кварантотти, секретарь Священной Конгрегации Пропаганды Веры (Папская область);
- Джорджо Дориа Памфили, префект Папского Дома (Папская область);
- Луиджи Эрколани, генеральный казначей Апостольской Палаты (Папская область);
- Станислао Сансеверино, клирик Апостольской Палаты, вице-губернатор Рима (Папская область);
- Педро Бенито Антонио Кеведо-и-Кинтано, епископ Оренсе (Испания);
- Франческо Чезареи Леони, декан Трибунала Священной Римской Роты (Папская область);
- Антонио Ланте Монтефельтро делла Ровере, декан клириков Апостольской Палаты (Папская область);
- Лоренцо Просперо Боттини, секретарь Священной Конгрегации Священной Консульты (Папская область);
- Фабрицио Шеберрас Тестаферрата, титулярный архиепископ Берито, секретарь Священной Конгрегации по делам епископов и монашествующих (Папская область).

## Консистория от 23 сентября 1816 года
- Франсиско Антонио Себриан-и-Вальда, патриарх Западной Индии (Испания);
- Мария-Таддеус фон Трауттмансдорф-Винсберг, архиепископ Оломоуца (Австрийская империя);
- Франц Ксавер фон Зальм-Райффершайдт-Краутхайм, епископ Гурка (Австрийская империя);
- Паоло Джузеппе Соларо ди Вилланова, бывший епископ Аосты (Сардинское королевство);

## Консистория от 28 июля 1817 года
- Александр-Анжелик де Талейран-Перигор, бывший архиепископ Реймса (Франция);
- Сезар-Гийом де Ла Люзерн, епископ Лангра (Франция);
- Луи-Франсуа де Боссе-Рокфор, бывший епископ Алеса (Франция).

## Консистория от 1 октября 1817 года
- Агостино Риварола, префект Апостольского дворца (Папская область).

## Консистория от 6 апреля 1818 года
- Иоганн Казимир фон Хеффелин, титулярный епископ Херсонеса, полномочный министр короля Баварии при Святом Престоле (королевство Бавария).

## Консистория от 4 июня 1819 года
- Рудольф Иоганн Иосиф Райнер фон Габсбург-Лотарингский, эрцгерцог Австрийский, королевский принц Венгрии и Богемии, архиепископ Оломоуца (Австрийская империя).

## Консистория от 27 сентября 1819 года
- Карлуш да Кунья-и-Менезеш, патриарх Лиссабона (Португалия);
- Чезаре Гуэррьери Гонзага, генеральный казначей Апостольской Палаты (Папская область).

## Консистория от 2 декабря 1822 года
- Анн-Антуан-Жюль де Клермон-Тоннер, архиепископ Тулузы (Франция).

## Консистория от 10 марта 1823 года
- Франческо Бертаццоли, титулярный архиепископ Эдессы Осроенской, великий элемозинарий (Папская область);
- Джованни Франческо Фальцакаппа, титулярный архиепископ Афин, секретарь Священной Конгрегации Тридентского собора (Папская область);
- Антонио Паллотта, генеральный аудитор дел Апостольской Палаты (Папская область);
- Франческо Серлупи Крешенци, декан аудиторов Трибунала Священной Римской Роты (Папская область);
- Карло Педичини, секретарь Священной Конгрегации Пропаганды Веры (Папская область);
- Луиджи Пандольфи, секретарь Священной Конгрегации Священной Консульты (Папская область);
- Фабрицио Турриоцци, асессор Верховной Священной Конгрегации Римской и Вселенской Инквизиции (Папская область);
- Эрколе Дандини, генеральный наставник коммендатарии апостольского архигоспиталя Святого Духа в Сассьи (Папская область);
- Карло Одескальки, аудитор Его Святейшества (Папская область);
- Антонио Мария Фрозини, префект Апостольского дворца (Папская область);
- Томмазо Риарио Сфорца, апостольский протонотарий, префект Папского Дома (Папская область);
- Вивиано Орфини, декан клириков Апостольской Палаты (Папская область);
- Джачинто Плачидо Дзурла, O.S.B.Cam (Папская область).

## Консистория от 16 мая 1823 года
- Анн-Луи-Анри де Ла Фар, архиепископ Санса (Франция).